# Kiviks museum

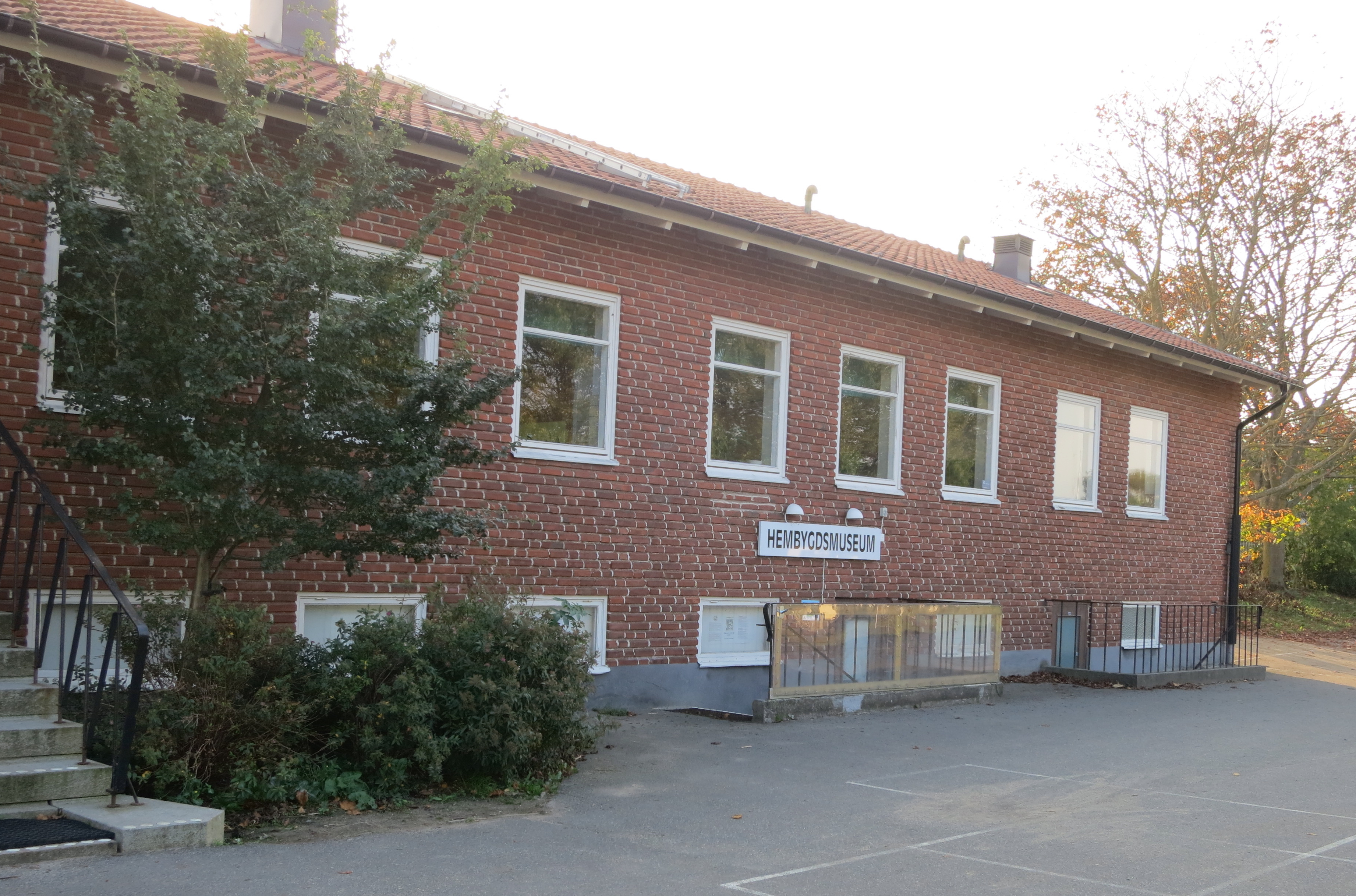
Museet i skolans källare.

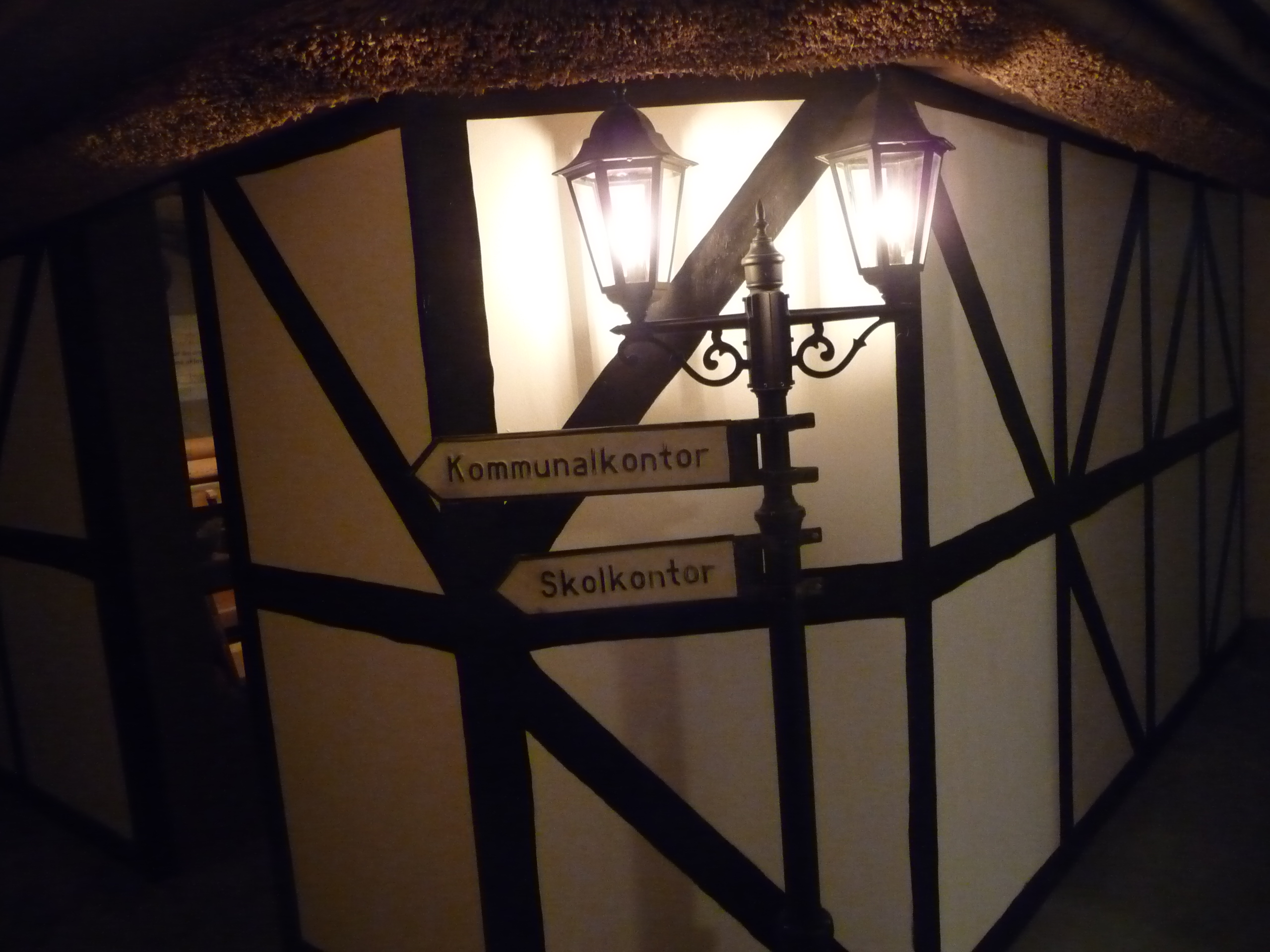
Bredarörsgården, Kiviks Museum

Kiviks Museum, eller egentligen Museum & Arkiv på Kivik, är ett hembygdsmuseum för Kivik med omnejd, det vill säga Kivik, Vitemölla, Ravlunda, Vitaby och Södra Mellby. Museet ligger i norra delen av Simrishamns kommun och är ett av Österlens äldsta och största hembygdsmuseer.

## Historik
Kiviks Museum grundades redan i slutet av 1800-talet av bygdens son, Ola Cappelin. Under många år var samlingarna spridda på olika håll på Kivik, däribland på Kiviks gamla skola och hemma hos Ola Cappelin. Vid sin död 1948 testamenterade han 2 000 kronor till museets fortlevnad, och Kiviks Hembygds- och Museiförening såg dagens ljus. Föreningen blev dock inte så gammal, och redan 1955 beslutades att samlingarna skulle flyttas till den då nybyggda nya skolan på Kivik, som ännu är i bruk. Museet har alltså sedan 1955 funnits i källaren på Kiviks skola, ett stenkast från Kiviksgraven.

## Samlingar
I samlingarna på Kiviks Museum finns över 4 000 föremål från Kivik med omnejd. Föremål och utställningar skildrar livet på en typisk ort på Österlen från stenåldern till nutid, med betoning på perioden cirka 1750–1950. Utställningsytan är omkring 150 kvadratmeter. Museet har också ett stort arkiv som är öppet för forskning. Arkivet består av en mängd unika handlingar, kartor och tusentals fotografier från föreningar, företag, privatpersoner och före detta Kiviks kommun. Till arkivet kommer fortfarande in nya handlingar, och till museet tar man emot nya föremål i mån av plats. I styrelsen för museet finns historisk, arkeologisk och musei- och arkivvetenskaplig kompetens, som arbetar med forskning, proveniens och tillgängliggörande kring museets samlingar.

## Utställningar
Basutställningarna har fyra teman: fiske och sjöfart, jordbruk och hantverk, beredskap och brandförsvar, samt skola. På museet finns också en öppen samling. Utöver basutställningarna bygger föreningen upp temautställningar i olika sammanhang och i samarbete med andra lokala, regionala och nationella museer. Varje år samverkar museet med Riksantikvarieämbetet kring den nationella museidagen Kulturarvsdagen, med Nordiska Arkivens Dag, och med det lokala museinätverket Österlenmuseer i samverkan.
Kiviks Museum är öppet, mot entréavgift, större delen av året och på ideell basis.